# 나치 독일의 동물보호법
나치 독일의 동물보호법( - 獨逸- 動物保護法, 독일어: Tierschutz im Nationalsozialismus, 영어: Animal welfare in Nazi Germany)은 나치독일 시대에 제정된 동물복지에 대한 광범위한 지원과 동물의 보호를 보장하는 법이다. 이러한 법은 아돌프 히틀러, 헤르만 괴링 등 나치의 많은 지도자들이 지지했다.

## 동물보호법의 탄생배경
19세기 독일에서는 동물의 생체 해부와 도살에 대하여 어떻게 동물을 보호하는가에 대해 관심이 모아졌다. 이러한 관심은 나치당원 사이에 우려를 낳았고, 1927년에 나치 대표 독일의회는 동물의 생체 해부와 도살하는 등의 잔인한 행동에 대해 반대했다. 1932년, 나치당이 생체 해부에 대한 금지령을 제시했다. 이른 1933년에는 나치당의 대표가 이러한 금지령에 관한 법 제정 회의를 개최 하였다. 1933년 4월 21일, 나치당이 권력을 차지하기 직전에 와서 의회가 동물보호 규정에 대한 법률을 통과시키기 시작했다. 1933년 8월 16일 생체 해부에 대한 전면 금지법이 제정됐다. 1933년 8월 28일에 헤르만 괴링은 라디오 방송에서 아래와 같이 발표했다.
"동물들은 참을 수 없는 고통과 실험을 경험했습니다. 저는 신중하고 묵묵히 생각했습니다. 죽어가는 동물들을 지속적으로 대우하겠다고"— 헤르만 괴링, 1933년 8월 28일 라디오방송 中

또한 나치는 상업적인 동물사냥을 엄격히 제한 시키고 장제를 의무화 시키는 등 동물보호에 앞장섰다.

## 동물보호법
1933년 11월 24일, 독일에서 세계최초로 가장 현대적이고 구체적인 동물보호법이 아돌프 히틀러와 나치당에 의해 제정됐다.

### 1조 - 동물학대
- 1

① 동물을 학대하거나 괴롭히는 것을 금지한다.
② 반복해서, 혹은 계속해서 감지할 수 있는 고통을 주는 것을 동물학대로 본다. 이성적으로 정당화될 수 있는 목적을 가지지 않는 한 불필요한 학대이다. 지속적인 고통을 초래하는 행위, 가혹행위는 심적 안정을 저해할 때 발생하는 것이다.

### 2조 - 동물보호법안
- 2

① 동물을 버리는 행위, 우리의 관리소홀로 인지가능한 고통이나 손상을 초래하는 행위
② 가축의 힘을 필요이상 사용하여 인지가능한 고통을 주거나 그로 인해 명백한 무능력의 상태를 초래하는 행위
③ 정도를 벗어나 인지가능한 고통이 건강상의 위해를 가하는 데모, 영화촬영, 구경거리 혹은 다른 공공 이벤트에 동물을 사용하는 행위
④ 안락사 외에는 더 사는 것이 고통인 병약하고 무리한, 혹은 수명이 다해가는 동물의 사용행위
⑤ 말살시키기 위해 가축을 도축하는 행위
⑥ 고양이, 여우나 다른 동물에게 개의 힘을 시험하는 행위
⑦ 2주 넘은 개의 귀와 꼬리를 자르는 행위 (마취해서 할 경우 허용)
⑧ 말의 꼬리를 자르는 행위 (박테리아에 감염된 경우 마취와 함께 치료의 목적으로 할 경우 허용)
⑨ 비전문가, 혹은 마취없이 고통스러운 수술행위를 하는 경우 (특별히 마취가 불가능한 경우 수의학 기준에 따라야 한다.)
⑩ 안락사, 혹은 그와 유사한 어떠한 경우라도 고통없는 경우를 제외하고는 모피를 얻기위해 가축을 죽이는 행위
⑪ 가금류를 동물에게 억지로 먹이는 행위
⑫ 산 개구리의 허벅지살을 떼어내는 행위
- 3

짧게 자른 꼬리를 가지고 있는 말의 수입은 금지된다. 내무부장관은 특별한 환경 때문에 그렇게 된 경우에는 예외로 한다.
- 4

운반수단으로 발굽이 있는 동물들을 일시적으로 사용하는 것은 책임있는 당국의 허가가 있는 경우에만 허용된다.

### 3조 - 살아있는 동물에 대한 실험
- 5

6~8항의 조항들이 규정되는 범위 외에서, 실험의 목적으로 상당한 고통이나 피해를 유발할 수 있는 방법으로 살아있는 동물들을 수술하거나, 다루는 것은 금지된다.
- 6

① 내무부장관은 실험 책임자가 충분한 전문전 교육과 신뢰도를 가지고 있고, 동물 실험을 행할 충분한 설비들이 갖추어져 있으며, 실험 대사 동물들의 보호 및 보존을 위한 보장이 되어 있는 경우, 책임있는 정부나 지방자치단체의 제안에 따라 어떤 과학적으로 운영되는 연구소나 실험실에 대해 살아있는 동물에 대한 과학적 실험을 행할 수 있는 허가를 줄 수 있다.
② 내무부장관은 정부를 대표하여 정부의 고위 관리들 중 다른 관리들에게 허가권을 줄 수 있다.
③ 허가는 언제라도 보상 없이 철회될 수 있다.
- 7

동물들에 대한 실험을 행할 경우(5항), 다음 사항들은 준수되어야 한다.
① 실험은 과학지도나, 과학지도자에 의해 특별히 임명된 대표의 철저한 감독 하에서 행해질 수 있다.
② 실험은 이전에 과학교육이나, 과학교육을 받은 사람의 지도를 받은 어떤 사람에 의해, 그리고 실험의 목표와 양립할 수 있는범위 내에서 모든 고통이 제거될 경우, 행해질 수 있다.
③ 연구를 위한 실험은 이전에 과학에 의해 확인되지 않은 특별한 결과가 기대될 경우, 또는 실험이 이전에 해결되지 않은 문제에 대한 답을 주는 데 도움이 된다면, 행해질 수 있다.
④ 과학지도자가 마취가 확실히 필요없다고 하지 않는 한, 또는 마취로 인한 실험 동물의 상태에 대한 피해가 실험과 관련된 고통보다 클 경우, 실험은 마취 하에 행해져야 한다. 그러한 마취시키지 않은 동물에게 어려운 수술이나, 또는 고통스러우나 피를 흘리지 않는 실험보다 더 심하게 행해질 수 있는 것은 아무것도 없다. 그러한 어려운 실험, 특히 수술과 관련된 실험이 끝난 후, 상당한 고통을 겪는 동물들은 실험의 목표와 양립하는 한 과학지도자의 판단에 따라, 죽이게 된다.
⑤ 말, 개, 고양이 및 원숭이들에 대한 실험은 의도된 목표가 다른 동물들에 대한 실험을 통해 달성될 수 없는 경우에만 행해질 수 있다.
⑥ 관련된 문제를 해결하는 데 필요한 것 이상의 동물들은 사용할 수 없다.
⑦ 교육목적의 동물실험은 그림, 모형, 분류 및 영화와 같은 다른 교육수단이 충분하지 않는 경우에만 허용된다.
⑧ 사용한 동물, 목적, 절차 및 실험결과에 대한 기록들은 보존되어야 한다.
- 8

사람 혹은 동물의 질병 진단 목적의 동물에 대한 접종 및 동물로부터의 체혈은 물론, 사법상 목적을 위한 동물 실험, 혹은 주에 의해 이미 심리되었거나 인정된 절차들에 따라 혈청을 얻거나 접종하는 것은 조항 5~7의 적용을 받지 아니한다. 그렇지만, 이들 동물들은 또한 만일 그 동물들이 상당히 고통을 받거나 그러한 실험의 목적에 부합될 경우 고통없이 죽여야 한다.

### 4조 - 처벌 조항
- 9

① 동물에게 이유없이 고통을 주거나 난폭하게 학대하는 자는 누구든 2년 이하 징역, 혹은 징역 및 벌금에 처한다.
② 7, 1항과 별도로, 허가없이 살아있는 동물에 실험을 행하는 자는 징역 6개월, 벌금, 혹은 징역 및 벌금에 처한다.
③ 1, 2항 규정된 처벌과 별도로, 고의 혹은 과실로 다음의 죄를 범한 자는 5십만 마르크 이하의 벌금 혹은 징역에 처한다.
⑴ 2~4조를 위반하였을 때
⑵ 7조의 규정을 어겼을 때
⑶ 내무부, 혹은 14조에 따른 지방정부에 의해 제정된 지침을 위반했을 때
⑷ 그들의 감독하에 있거나 그들의 가구에 속하는 아동 혹은 다른 자들이 이 법의 조항들을 위반하는 것을 태만히 여겼을 때
- 10

① 이 법의 의도적 위반에 대한 9의 처벌 이외에, 유죄선고를 받은 자의 동물은 몰수되거나 죽임을 당할 것이다. 몰수 대신, 그 동물은 보호조치하여, 위반자의 비용으로 9개월까지 먹여살려야 한다는 명령을 내릴 수 있다.
② 확인할 수 있거나, 유죄판결을 받을 특정한 사람이 없다면, 동물의 몰수나 죽임은 다른 필요조건들이 존재하기만 하면 언제든지 수행될 것이다.
- 11

① 만약 어떤 사람이 9에 따라 처벌될 수 있는 본 조항들을 반복해서 의도적으로 위반하는 죄를 저지른다면, 책임있는 지방당국은 그 사람이 어떤 동물을 데리고 있지 못하도록, 또는 동물들과 관계있는 사업을 하지 못하도록 일정기간 또는 영구히 금지시킬 수 있다.
② 처벌을 가한지 일년이 지난 뒤, 책임있는 지방당국은 그 결정을 무효화시킬 수 있다.
③ 기본 필수품의 공급, 보살핌 또는 은신처 제공 등에 있어서 눈에 보일 정도로 소홀한 취급을 받기 쉬운 동물은 책임있는 지방당국에 의해 주인으로부터 떼어 놓을 수 있으며, 그 동물이 나무랄 데 없는 방식으로 돌보아질 어떤 보장이 있을 때까지 다른곳에 수용될 수 있다. 그 수용비용은 위반자가 지불해야 한다.
- 12

만약 사법절차에 있어서, 어떤 행위가 1, 1항의 금지를 위반했는지, 아니면 1, 2항의 금지를 위반했는지 애매할 경우, 가능한 한 모든 사법절차의 초기에 수의사를 소환하며, 그것이 농장과 관계되는 한, 정부의 농업관리의 의견을 들어야 한다.

### 5조 - 결론
- 13

이 법에서 말하는 마취는 전체적으로 통증이 없도록 하거나, 국부적인 통증을 제거하는 모든 과정을 뜻한다.
- 14

내무부 장관이 이 권한을 사용하지 않는 한, 지방정부는 필요한 집행명령을 제정할 수 있다.
- 15

이 법은 1934년 2월 1일에 발효된다. 다만, 내무부 장관이 농식품 장관과 협의하여 시행시기를 정해야 하는 2, 8항 과 3, 11항은 예외이다.

## 동물보호법 이후
1934년 2월 23일에 동물보호법에 관한 교육을 실시했고 1934년 7월 3일부터 사냥을 엄격히 제한했다. (사실상 금지) 1935년 7월, 제국의회는 자연보호법 통과시켜 독일의 자연환경을 보호하기 시작했다.

## 참고 문헌
영어
- Thomas R. DeGregori (2002). Bountiful Harvest: Technology, Food Safety, and the Environment. Cato Institute. pp. p153. ISBN 1-930865-31-7.
- Arnold Arluke, Clinton Sanders (1996). Regarding Animals. Temple University Press. pp. p132. ISBN 1-56639-441-4.
- Robert Proctor (1999). The Nazi War on Cancer. Princeton University Press. pp. p5. ISBN 0-691-07051-2.
- Martin Kitchen (2006). A History of Modern Germany, 1800-2000. Blackwell Publishing. pp. p278. ISBN 1-4051-0040-0.
- Seymour Rossel (1992). The Holocaust: The World and the Jews, 1933-1945. Behrman House, Inc. pp. p79. ISBN 0-87441-526-8.
- Bruce Braun, Noel Castree (1998). Remaking Reality: Nature at the Millenium. Routledge. pp. p92. ISBN 0-415-14493-0.
- Arnold Arluke, Clinton Sanders (1996). Regarding Animals. Temple University Press. pp. p133. ISBN 1-56639-441-4.
- Kathleen Marquardt (1993). Animalscam: The Beastly Abuse of Human Rights. Regnery Publishing. pp. p125. ISBN 0-89526-498-6.
- Frank Uekötter (2006). The Green and the Brown: A History of Conservation in Nazi Germany. Cambridge University Press. pp. p55. ISBN 0-521-84819-9.
- Kathleen Marquardt (1993). Animalscam: The Beastly Abuse of Human Rights. Regnery Publishing. pp. p124. ISBN 0-89526-498-6.
- Luc Ferry (1995). The New Ecological Order. University of Chicago Press. pp. p91. ISBN 0-226-24483-0.
- Clemens Giese and Waldemar Kahler (1939). Das deutsche Tierschutzrecht, Bestimmungen zum Schutz der Tiere, Berlin, cited from: Edeltraud Klüting. Die gesetzlichen Regelungen der nationalsozialistischen Reichsregierung für den Tierschutz, den Naturschutz und den Umweltschutz, in: Joachim Radkau, Frank Uekötter (ed., 2003). Naturschutz und Nationalsozialismus, Campus Verlag ISBN 3-593-37354-8, pp.77 (in German)
- Animal Rights in the Third Reich
- Arnold Arluke, Clinton Sanders (1996). Regarding Animals. Temple University Press. pp. p137. ISBN 1-56639-441-4.
- Boria Sax (2000). Animals in the Third Reich: Pets, Scapegoats, and the Holocaust. Continuum International Publishing Group. pp. p182. ISBN 0-8264-1289-0.
- Frank Uekötter (2006). The Green and the Brown: A History of Conservation in Nazi Germany. Cambridge University Press. pp. p56. ISBN 0-521-84819-9.
- C. Ray Greek, Jean Swingle Greek (2002). Sacred Cows and Golden Geese: The Human Cost of Experiments on Animals. Continuum International Publishing Group. pp. p90. ISBN 0-8264-1402-8.
- Frank Uekötter (2006). The Green and the Brown: A History of Conservation in Nazi Germany. Cambridge University Press. pp. p57. ISBN 0-521-84819-9.

한국어
- 김동훈, 동물법 이야기, 펫러브, 2013. ISBN 9788996527121[쪽 번호 필요]

## 같이 보기
- 동물학대(AA)
- 아동 학대(CA)